# Carl Friedrich Goerdeler

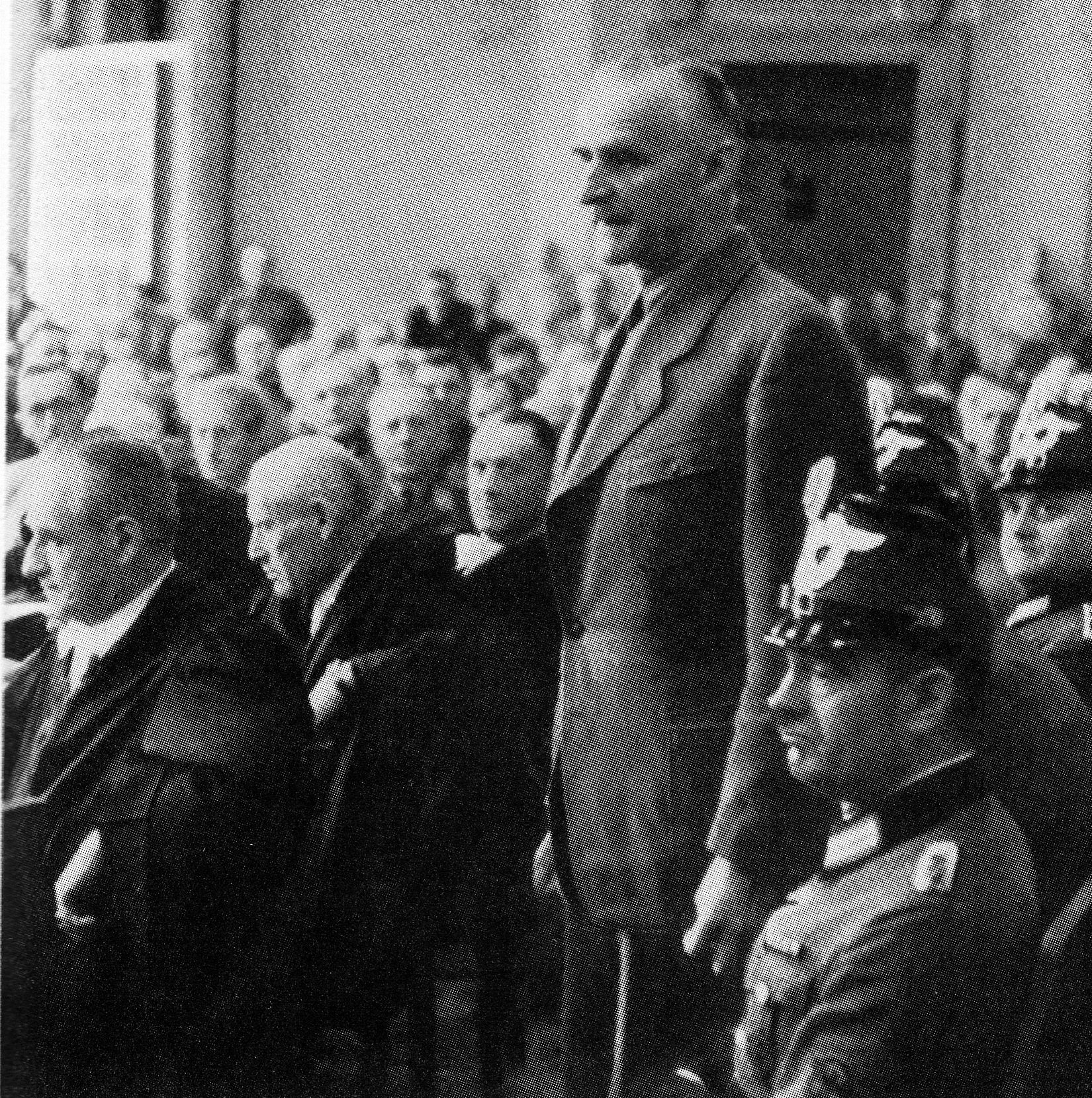
Carl Goerdeler inför Volksgerichtshof år 1944.

Carl Friedrich Goerdeler, född 31 juli 1884 i Schneidemühl, död 2 februari 1945 i Plötzenseefängelset, var en tysk jurist och konservativ politiker, tillhörande Tysknationella folkpartiet. Goerdeler var en av de tongivande motståndarna mot den nazistiska regimen under Adolf Hitler.

## Biografi
Goerdeler var överborgmästare i Leipzig 1930–1937. Därefter var han rådgivare inom företaget Bosch.
Goerdeler var ledare för den konservativa motståndsrörelsen mot Adolf Hitler och en av nyckelfigurerna i attentatet mot Hitler i juli 1944. Han var tänkt att överta posten som tysk rikskansler efter Hitlers död. Kuppen misslyckades dock och Goerdeler greps kort därefter för att efter talrika förhör och en dramatisk skenrättegång avrättas i februari 1945. Enligt andra källor blev Goerdeler, i likhet med de övriga dömda efter attentatet den 20 juli, hängd i en stålsnara. Tillsammans med Goerdeler avrättades Johannes Popitz och Alfred Delp. Goerdeler framstod under processen som utmärglad men torterades enligt uppgift inte av Gestapo, vilket föranlett anklagelser om samverkan med myndigheterna, vilket kan ha lett till ytterligare arresteringar. I sitt sista tal förklarade Goerdeler sin död som ett försoningsoffer till regimens miljontals offer och framhöll dessa som huvudmotiv för sina handlingar, men vidhöll sin antisemitiska grundståndpunkt och gav judarna en moralisk skuld för krigsutbrottet.

## Utmärkelser
Asteroiden 8268 Goerdeler är uppkallad efter honom.